# Емпајeр (Луизијана)
Емпајер (енгл. Empire) насељено је место без административног статуса у америчкој савезној држави Луизијана.

## Демографија
По попису из 2010. године број становника је 993, што је 1.218 (-55,1%) становника мање него 2000. године.
| Група             | 2000.         | 2010.       |
| Белци             | 1.335 (60,4%) | 650 (65,5%) |
| Афроамериканци    | 747 (33,8%)   | 212 (21,3%) |
| Азијати           | 61 (2,8%)     | 75 (7,6%)   |
| Хиспаноамериканци | 26 (1,2%)     | 25 (2,5%)   |
| Укупно            | 2.211         | 993         |